# ジェイ・シン
ジェイ・シン・ウェイ・ジー（Joey Sim Wei Zhi、中国語: Joey辛、1987年3月2日 - ）はSリーグのタンジョン・パガー・ユナイテッドFCに所属するサッカー選手。シンガポール代表。ポジションはGK。

## 代表歴
代表としては2012年11月19日に行われたパキスタン代表との親善試合で途中出場してデビューしたものの、以降の出場はない。

## タイトル

### 代表
シンガポール
- 東南アジアサッカー選手権: 2012